# Ilha Rousseau

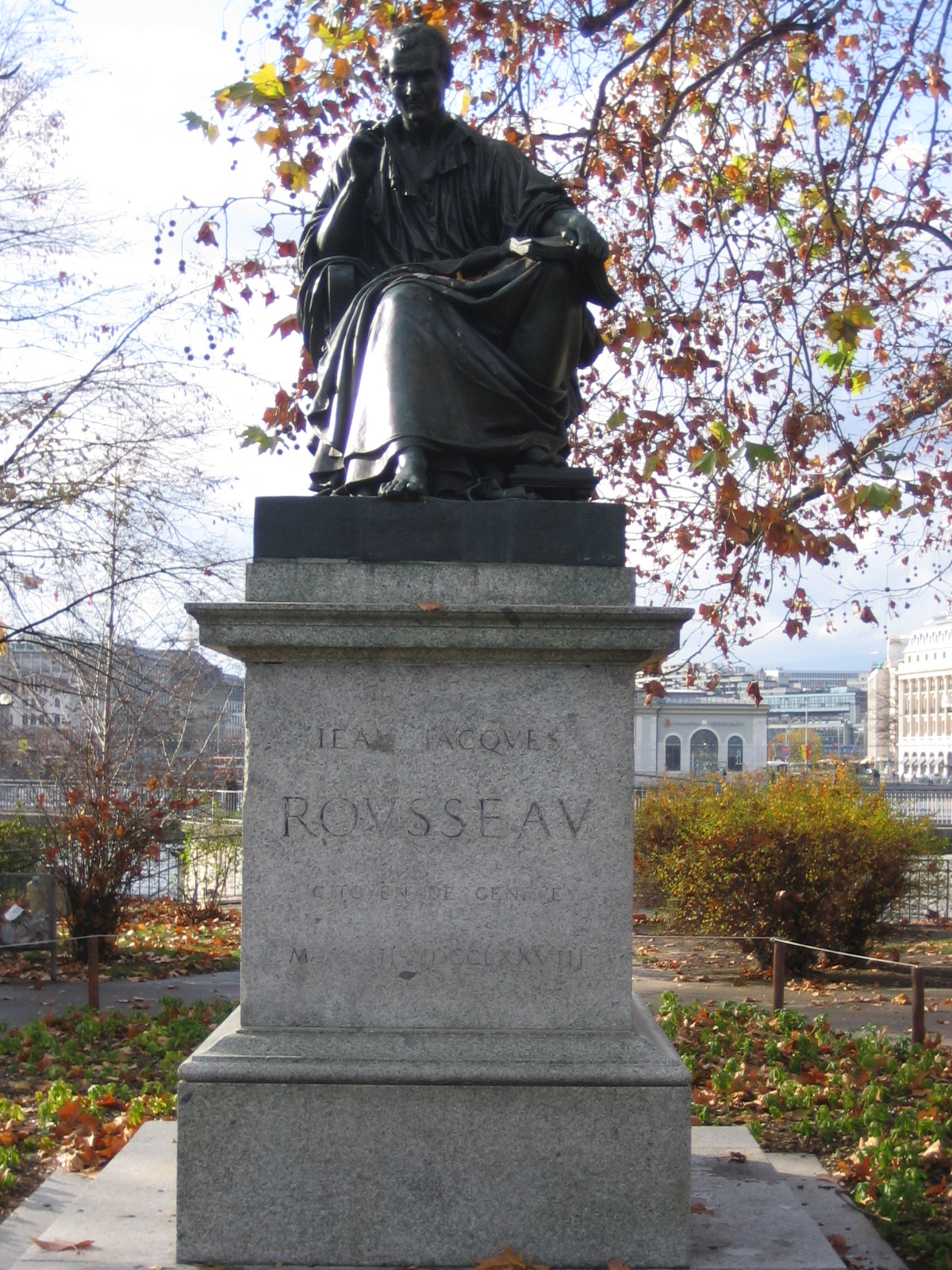
Estátua de Rousseau

A Ilha Rousseau fica junto da Ponte do Monte Branco em Genebra, Suíça no meio do Rio Ródano.

## História
Anteriormente chamada Ilha das barcas porque utilizada para a acostagem das barcas (imagem) que pelo Lago Lemano traziam pedra para a construção da cidade no Século XVI, estava rodeada de muralhas e servia de bastião .  Foi só em 1832 aquando da construção da Pont des Bergues, a que foi ligada por uma passarela, que tomou o nome de ilha Rousseau em homenagem ao filósofo Jean-Jacques Rousseau. Os trabalhos  recuperação foram obra do general e engenheiro genebrino Guillaume-Henri Dufour.
A estátua de Rousseau que foi construída para ai ser colocada é obra do escultor genebrino Pierre Pradier 
Em 2012 para o tricentenário do nascimento de Rousseau foram efectuados importantes melhoramentos e restaurações .